# Diretor digital
Um diretor digital (do inglês chief digital officer) ou um  diretor de informação digital (do inglês chief digital information officer), frequentemente abreviado como C.D.O. ou C.D.I.O, é um executivo que ajuda uma empresa, uma organização governamental ou uma cidade a impulsionar seu crescimento, convertendo negócios tradicionais "analógicos" em  negócios digitais.
Esse profissional usa o potencial dos dados e das tecnologias modernas online (realizando uma transformação digital ) e, às vezes, supervisiona operações em setores digitais em contínua mudança, como os aplicativos móveis, a mídia social, os bens virtuais, bem como gerenciamento e marketing de informações com base na web.

## Responsabilidades
As responsabilidades do CDO de uma organização são variadas e ainda estão evoluindo como o futuro de um CIO para negócios digitais. O CDO não é apenas um especialista digital, mas também pode ser um gerente geral experiente.
Como a função geralmente é transformacional, os CDOs são responsáveis pela adoção de tecnologias digitais em uma empresa. Como acontece com a maioria dos cargos de executivos seniores, as responsabilidades são definidas pelo conselho diretivo da organização ou por outra autoridade, dependendo da estrutura jurídica da organização.
O CDO é responsável não apenas pelas experiências digitais do consumidor em todos os pontos de contato de negócios, mas também por todo o processo de transformação digital.
O trabalho do CDO permite o uso de tecnologias como big data, internet das coisas, mobilidade e inteligência artificial, além de metodologias e conceitos como design thinking, design sprint, Scrum, DevOps e MVP, visando sempre melhorar o desempenho e a eficiência da companhia, alcançado e garantindo resultados melhores numa maior velocidade.

## Situação atual
De acordo com um estudo do Gartner, estima-se que 25% das empresas teriam criado e preenchido o cargo de diretor digital até 2015. Pesquisa da PwC em 2020 indica que 21% das grandes empresas públicas criaram tal papel até 2020, com desaceleração do crescimento.
De acordo com o levantamento da Strategy&, em 2019, 21% das 2.500 maiores empresas do mundo possuíam esse profissional em seu quadro. No Brasil, Mário Faria foi o primeiro chief digital officer do país, iniciando sua atuação em 2011, na Boa Vista Serviços.